# 维生素A过多症
维生素A过多症（英語：Hypervitaminosis A）是指因过量摄入维生素A而带来的中毒反应。

## 病理影響
- 先天缺陷
- 肝功能異常
- 骨質疏鬆症[1]
- 髖部骨折[1]
- 骨骼发育
- 皮肤病
- 脱髮
- 突發性顱内高壓[2]。

## 診斷
除上述病史、症狀及體征外，X光檢查對本病確診有特殊價值，表現為管狀骨造型失常，骨質吸收，骨折；骺板改變及軟組織腫脹；骨幹處骨膜下新骨形成；顱縫增寬，前囟飽滿擴大。 
腦脊液壓力增設，可達2.55kPa（260mmH2O），細胞和糖在正常範圍，有人發現蛋白降低或正常偏低值。如檢查血清維生素A，常達1,000-6,000μg/L以上。

## 食用动物肝脏中毒
最早報導見於1590年代，北極探險者食北極熊肝後數小時發生頭痛、嘔吐、嗜睡等症狀，因人及動物體內的維生素A有90-95％貯於肝臟。2006年台灣曾發生兩夫婦在日本料理店點了兩份魚肝食用，沒想到，當天夫妻都出現噁心、嘔吐不適，隔天，甚至出現全身脫皮情形，緊急到醫院就醫，確診為罕見急性維他命A中毒。